# Adolf-Hölzel-Haus

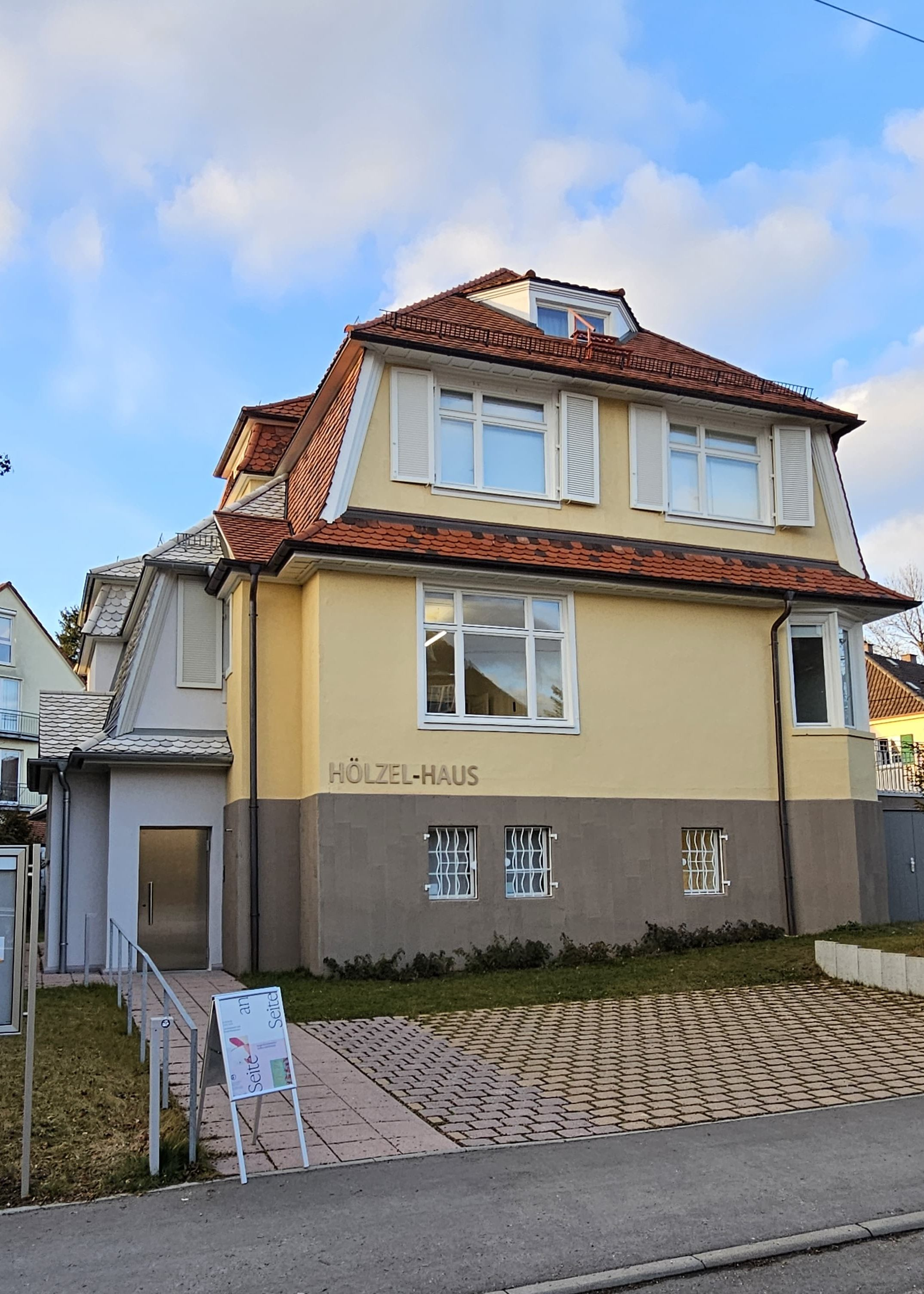
Adolf-Hölzel-Haus

Das Adolf-Hölzel-Haus ist ein Museum im Stuttgarter Stadtteil Degerloch. Das ehemalige Wohnhaus mit dem Atelier von Adolf Hölzel ist seit 2022 regelmäßig geöffnet. Das Haus wurde aufwändig renoviert und zum Teil wieder mit Original-Möbeln des Künstlers ausgestattet. Für den 1,8 Millionen Euro teuren Umbau wurden die Architektinnen Sarah Behrens und Ina Westheiden mit einem Bericht im Deutschen Architektenblatt gewürdigt.
Dabei wurde der Umbau mit 900.000 Euro von der Stadt Stuttgart gefördert. Die weiteren 900.000 Euro wurden von der Adolf Hölzel Stiftung über Spenden und Förderer aufgebracht. Zu den Stiftern gehören unter anderem Aktion Mensch, die Péter Horváth Stiftung und die Südwestbank. Für einen barrierefreien Zugang wurde der Eingang von der Ahorn- in die Felix-Dahn-Straße verlegt. Im ersten Stock befindet sich das Museum und die Arbeitsräume für die Kunstwerkstatt. Im Dachgeschoss befindet sich eine Künstlerwohnung.
Das Museum hält eine umfangreiche Sammlung der Werke des Künstlers. Weiter stehen dem Besucher Kataloge, Bücher und eine digitale Datenbank zur Verfügung, um sich mit dem Werk Hölzels vertraut zu machen.
Eine Kunstschule gibt Kurse für Frauen und Kinder. Auch wird eine offene Kunstwerkstatt und Kurse zu speziellen Themenkreisen angeboten.